# 弗兰克·雷诺兹
弗兰克·雷诺兹（英語：Frank Reynolds，1917年8月21日—2001年3月20日），英国前男子曲棍球运动员。他曾代表英国国家队参加1948年夏季奥林匹克运动会曲棍球比赛，获得一枚银牌。